# Mazhar
Mazhar (arabisch مظهر) ist ein arabischer und türkischer männlicher Vorname mit der Bedeutung „geehrt“ bzw. „verehrt“.

## Namensträger

### Vorname
- Mazhar Ali (* 1990), pakistanischer Leichtathlet
- Mazhar Güremek (* 1944), türkischer Fußballspieler
- Mazhar Şevket İpşiroğlu (1908–1985), türkischer Kunsthistoriker
- Mazhar Krasniqi (1931–2019), neuseeländischer islamischer Geistlicher albanischer Herkunft

### Familienname
- Marvi Mazhar (* 1984), pakistanische Architektin

### Künstlername
- MFÖ = Mazhar Fuat Özkan, türkische Pop- und Rockband